# Никчи, Адриан
Адриан Никчи (алб. Adrian Nikçi; 10 ноября 1989 года, Сараево) — швейцарский футболист, играющий на позиции полузащитника.

## Клубная карьера
Адриан Никчи начал заниматься футболом в швейцарском клубе «Устер». В январе 2002 года он перешёл в «Цюрих». В сезоне 2008/09 он был включён в состав основной команды клуба и провёл в том сезоне 34 матча и забил 4 гола, а «Цюрих» тогда стал чемпионом Швейцарии. Первый гол за «Цюрих» он забил в рамках Кубка Швейцарии 2008/09, этот мяч стал единственным в гостевом поединке против «Шаффхаузена». В Суперлиге он впервые отличился 8 марта 2009 года в гостевой игре против «Люцерна». При этом Никчи сделал дубль в самой концовке, внеся основной вклад в волевую победу его команды. Никчи выступал за «Цюрих» и в еврокубках, а первый гол он забил в рамках квалификации Лиги чемпионов УЕФА 2009/10, доведя счёт до разгромного в гостевом матче против словенского «Марибора».
Летом 2012 года за 600 тысяч евро Никчи перешёл в немецкий «Ганновер 96». В немецкой Бундеслиге Никчи дебютировал 26 августа 2012 года в домашнем поединке против «Шальке 04», в нём же он и впервые отличился, сравняв на 80-й минуте счёт. В конце сентября Никчи доставили в больницу, где ему был поставлен диагноз менингит. Футболист был выписан спустя 2 недели. Из-за ряд травм и заболеваний Никчи сыграл мало матчей за команду, а в январе 2014 года новый наставник «Ганновера 96» Тайфун Коркут и вовсе отправил его в дубль, посчитав, что он плохо тренировался. Вскоре Никчи отдали в аренду швейцарскому «Туну»

## Карьера в сборной
Адриан Никчи провёл за молодёжную сборную Швейцарии 16 матчей и забил 3 гола в период с 2008 по 2010 год.